# جنسن باتون
جنسن الكسندر ليون باتون (بالإنجليزية: Jenson Alexander Lyons Button)‏ (ولد في 19 يناير 1980) بمدينة فروم بمقاطعة سومرست وهو سائق سيارات السباق الفورمولا واحد البريطاني ومرتبط بعقد مع فريق ماكلارين مرسيدس في الوقت الراهن. وحامل لقب بطولة العالم لسباقات الفورمولا واحد العالمية للسائقين في عام 2009.
قاد سيارته الأولى في الفورمولا واحد في موسم 2000، مع فريق وليامز، وتحول في عام 2001 إلى فريق بينيتون، الذي أصبح في عام 2002 فريق رينو اف 1. وبعد عامين مع الفريق انتقل إلى فريق البريطاني الأمريكي للسباق في عام 2003. والذي اعيدت تسميته لاحقا إلى فريق هوندا في موسم 2006، وخلال ذلك الموسم تمكن باتون من الفوز بأول سباق جائزة كبرى بالنسبة له في المجر في 6 أغسطس 2006 خلال 113 سباق من تاريخه.
بعد انسحاب هوندا من رياضة السيارات في ديسمبر عام 2008، وجد باتون نفسه من دون مقعد أوفرصة للقيادة لموسم 2009، إلى حين قاد روس براون صفقة لشراء وإدارة الفريق في فبراير 2009، ووجد باتون نفسه فجأة في وضع تنافسي قوي وسيارة سباق عالية الأداء وذات قدرة تنافسية عالية بمحركات مرسيدس. وتمكن من الفوز في ستة من السباقات السبعة الأولى من موسم 2009، أي ما يعادل رقما قياسيا لم يحققه من قبل سوى سائقين هما: مايكل شوماخر وجيم كلارك. في سباق الجائزة الكبرى للبرازيل جمع ما يكفي من النقاط على منافسيه لتأمين لقب بطولة العالم لعام 2009 للسائقين، في الوقت الذي ساعد أيضا فريقه براون للفوز وتأمين بطولة العالم للصانعين في موسمها الأول في بطولات الفورمولا واحد.